# Ďábel z Jersey

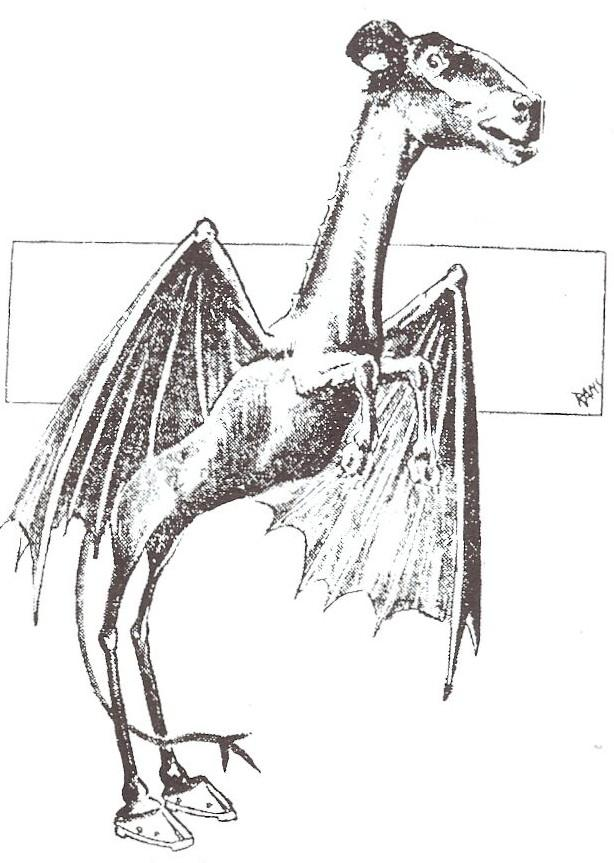
Vyobrazení tvora v novinách Philadelphia Evening Bulletin, 1909

Ďábel z Jersey (anglicky Jersey Devil) je legendární bytost (kryptid) amerického folklóru, která údajně obývá region Pine Barrens na pomezí jižní části amerického státu New Jersey a východu Pensylvánie.

## Popis
Ďábel z Jersey je svědky popisován většinou jako létající tvor s netopýřími křídly, koňskou, kozí nebo psí hlavou, kopyty (někdy okovanými) na zadních nohou a dlouhým, bičovitým ocasem, vysoký 90–180 cm, jindy jako obrovský netopýr nebo i bezkřídlý humanoidní tvor či lidoop porostlý tmavou srstí, jak byl zobrazen např. i v seriálu Akta X.

## Původ
Nejstarší publikovaná dochovaná zmínka o ďáblovi pochází z článku pro Atlantic Monthly z května roku 1859. Nejrozšířenější legendou o původu tohoto stvoření je příběh o zoufalé ženě, která kvůli početnosti své rodiny pronesla na adresu očekávaného třináctého dítěte „ať je to raději ďas!“ To se vyplnilo – podle některých převyprávění se jí narodilo dítě deformované, podle jiných zdravé, které se proměnilo v ďábla až po nějaké době. Jedna z verzí legendy datuje ďáblův příchod na svět do roku 1735 a uvádí, že tvor sežral svou rodinu a začal terorizovat okolí, než byl o několik let později vyhnán kněžím na sto let. Identita matky bývá uváděna různě, jako Mrs. Leeds nebo Mrs. Shrouds, jejím bydlištěm bývá městečko Leeds Point v regionu Pine Barrens, proto se původně toto stvoření nazývalo Leeds Devil. Podle jiné verze byla matkou mladá dívka z Leeds Pointu, která se zamilovala během americké války za nezávislost do britského vojáka a narození ďábla bylo výsledkem prokletí za tuto zradu. Legendu v roce 1905 zpopularizoval článek v Trenton Times, ve kterém byl ďábel vzhledem přirovnáván k opici spíše než ke koni.

## Pozorování
První doložená hlášení o údajném pozorování pochází až z přelomu 19. a 20. století. Jedním z dřívějších příběhů o setkání s ďáblem z Jersey, které uvádí McCloy, byla zkušenost komodora Stephena Decatura (1779–1820), kdy při cvičné palbě z kanónu měl Decatur zahlédnout podivné létající stvoření a když na něj vypálil, koule proletěla skrz a ďábel nehnutě pokračoval v letu. Ďábla údajně zahlédl při lovu také bývalý španělský král Josef Bonaparte, který pobýval v New Jersey v exilu v letech 1816–1839. V druhé polovině 19. století je hlášeno několik dalších pozorování a incidentů, v roce 1899 měl „okřídlený had“ po několik nocí poletovat a rušit obyvatele svým řevem ve Spring Valley, dnes součástí newyorské metropolitní oblasti.

### Leden 1909
Nejvýznamnějším obdobím v mýtu ďábla z Jersey je 16.–23. leden 1909, kdy je zaznamenán jeho výskyt ve více než třiceti sídlech napříč údolím řeky Delaware. Během tohoto týdne byl údajně viděn až v Kanadě nebo Kalifornii. Nejvíce pozorování bylo zaznamenáno ve čtvrtek 21. ledna, kdy mělo stvoření zaútočit na tramvaj ve městě Camden, řidiči tramvají ve městech Trenton a New Brunswick se proto vyzbrojili. Chovatelé drůbeže hlásili v tomto období vysoké ztráty – kuřata měla buď mizet, nebo byla nalezena mrtvá bez známek smrtelných ran a kolem kurníků byly nacházeny pouze stopy podkov. Poté, co hlášení o ďáblovi utichla, vypsala Philadelphia Zoo odměnu deset tisíc dolarů tomu, kdo by stvoření dopadl a předal. Podle Regala byl zodpovědný za rozšíření mýtu Charles A. Bradenburgh, majitel filadelfského muzea kuriozit Ninth and Arch Street Dime Museum, který viděl v zájmu veřejnosti o monstrum finanční příležitost a začal šířit zprávy, kterých se ujala média. Během roku 1909 se poprvé objevil dnes vžitý název Jersey Devil.

## V populární kultuře
- jméno hokejového týmu New Jersey Devils bylo vybráno v divácké soutěži v roce 1982[13]

- legendou je inspirován pátý díl televizního seriálu Akta X „Čert z Jersey“
- V jednom dílu seriálu Dobyvatelé ztracené pravdy se Josh Gates se svým týmem vydal na pátrání po tomto tvorovi